# Associação Esportiva Real
L'Associação Esportiva Real, noto anche semplicemente come Real, è una società calcistica brasiliana con sede nella città di São Luiz do Anauá, nello stato del Roraima.

## Storia
Il Real è stato fondato l'11 maggio 2006, come viene riportato anche sullo stemma del club. Dopo essere diventato una squadra professionistica nel 2011, il club ha partecipato al Campionato Roraimense nello stesso anno, vincendolo anche.

## Palmarès

### Competizioni statali
- Campionato Roraimense: 1

2011